# Чопер

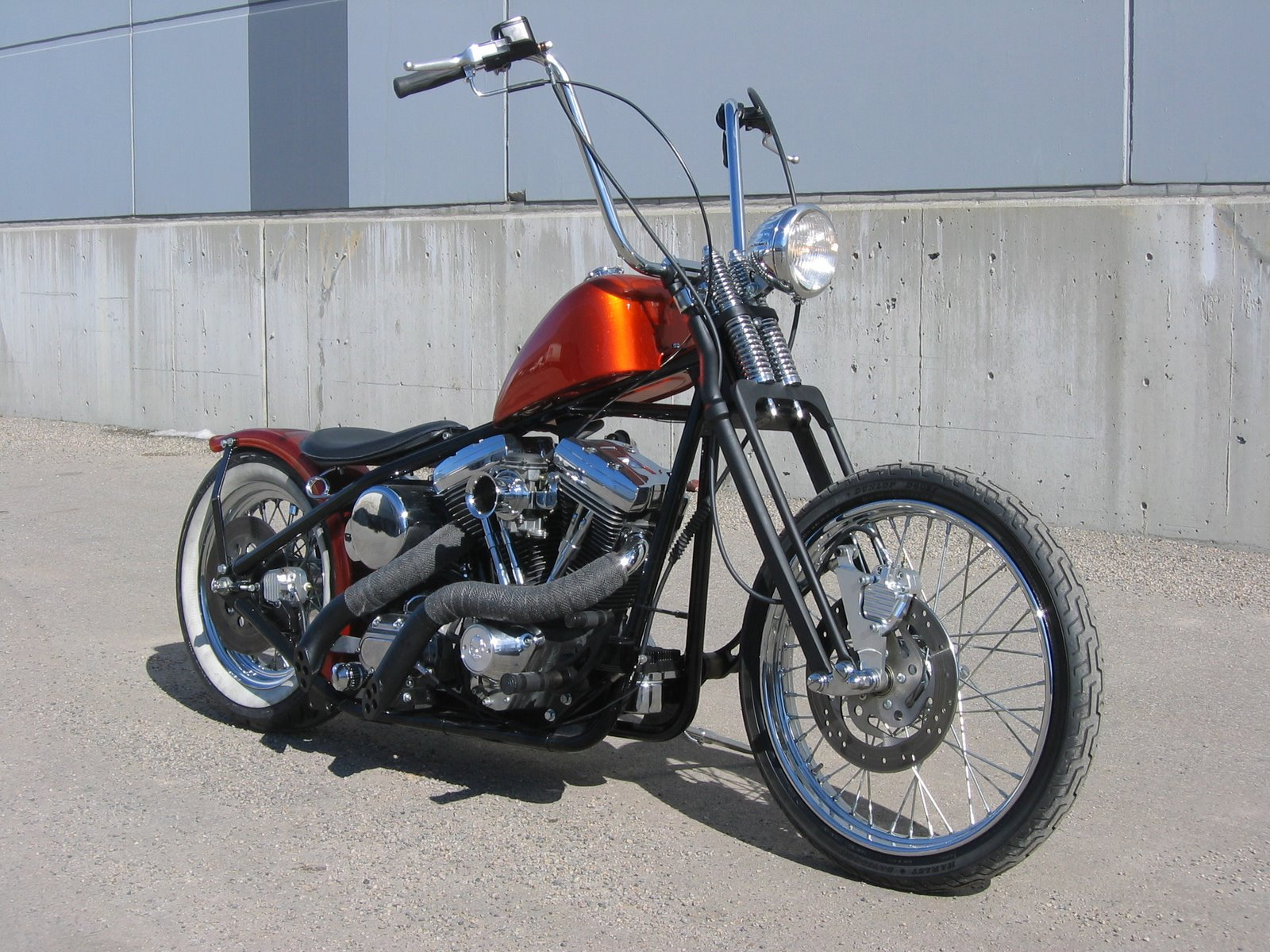
Harley-Bobber

Чо́пер (англ. chopper, від chop — «рубати») — тип мотоцикла, що максимально асоціюється з байкерською субкультурою у її американському варіанті.

## Опис
Відзначається характерним зовнішнім виглядом: сильно зміненими кутами поворота керма і подовженою передньою вилкою, що робить його більш витягнутим; заднє колесо менше та ширше за переднє, низьке сідло «сходинкою» (часто
зі спинкою), винесені уперед підніжки з педалями, високе кермо, бак краплеподібної форми, тощо. Двигун — здебільшого V-подібний двоциліндровий, проте трапляються також опозитні і одноциліндрові. Особливості конструкції формують специфічну посадку — низьку, зручну, з витягнутими ногами. Головними для даного класу мотоциклів є особливості зовнішності та відповідність канонам стилю, натомість ходові властивості
(швидкість, керованість) вважаються другорядними.
Щодо того, чи можна вважати чопером серійний мотоцикл промислового виробництва, одностайної думки нема. Однак серед серійних машин, що мають яскраво виражені ознаки стилю, можна назвати, наприклад, Honda VT1300CX Fury чи Harley-Davidson серій Dyna та Sportster.

## Галерея

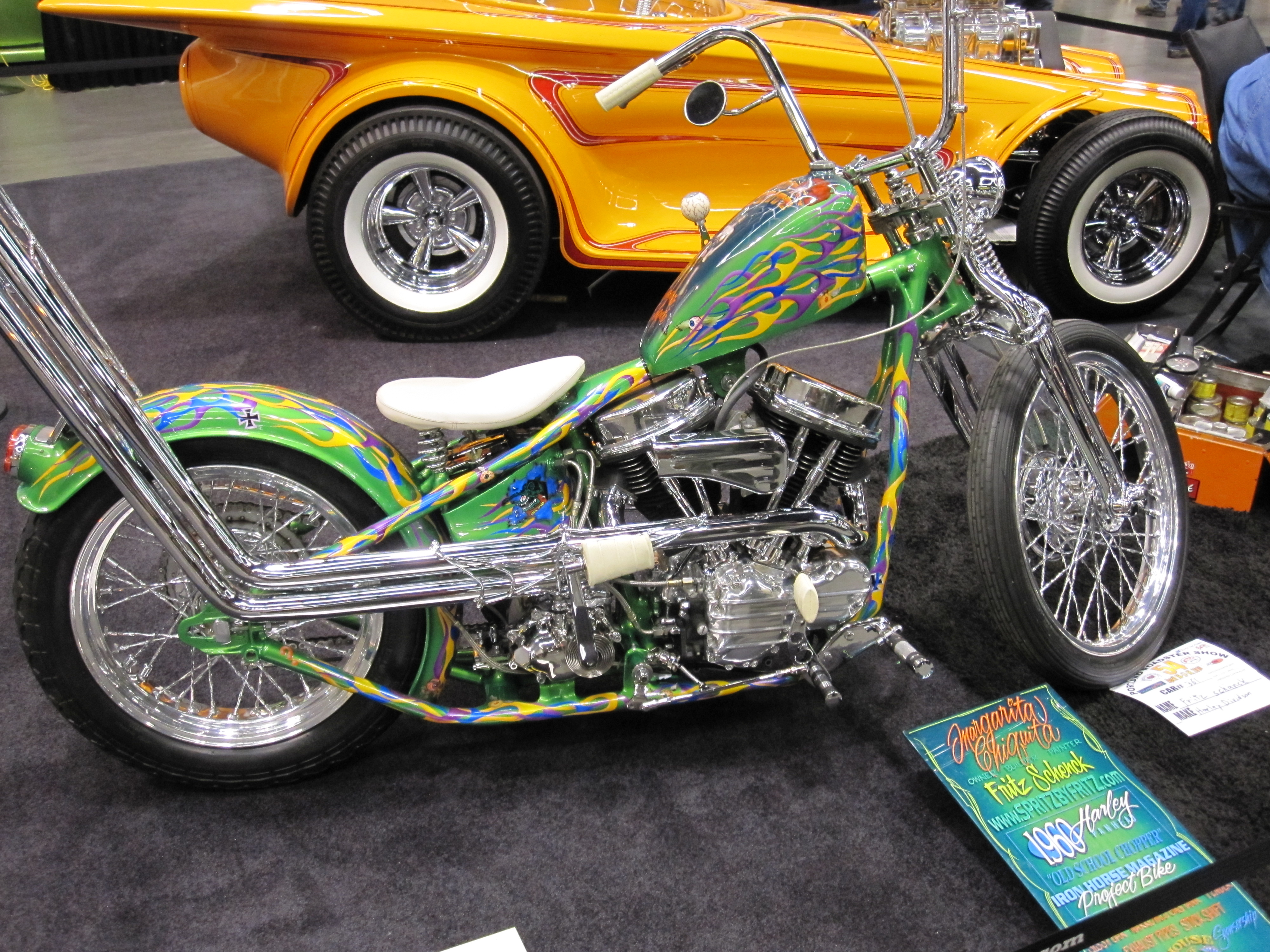
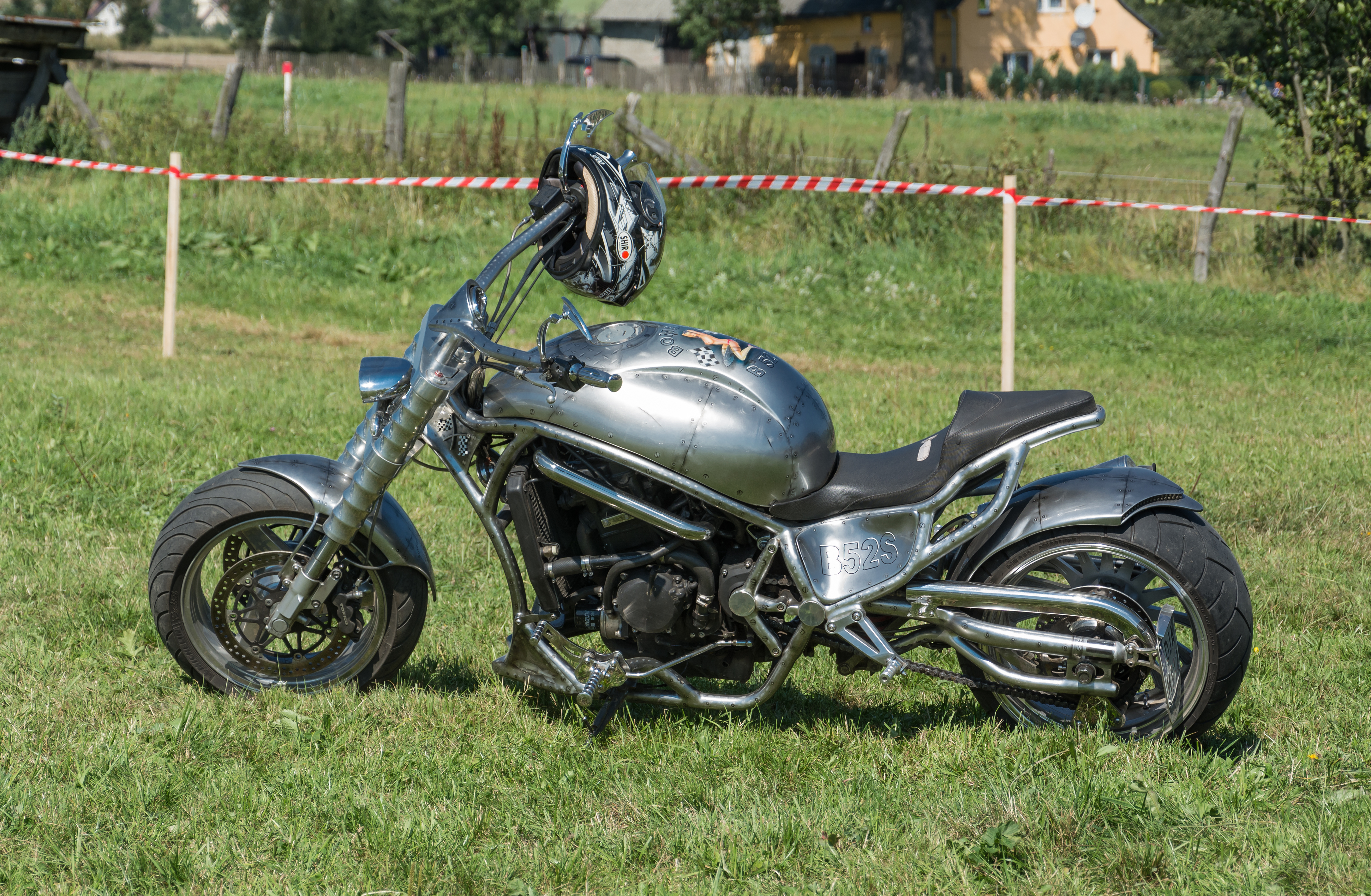
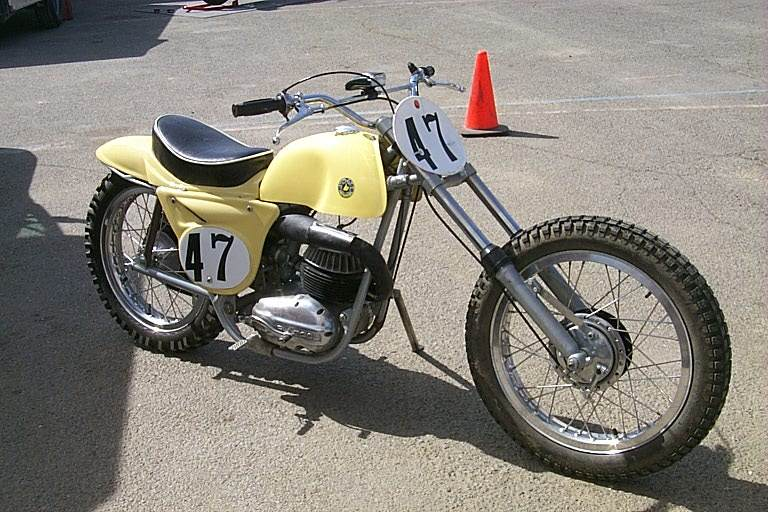
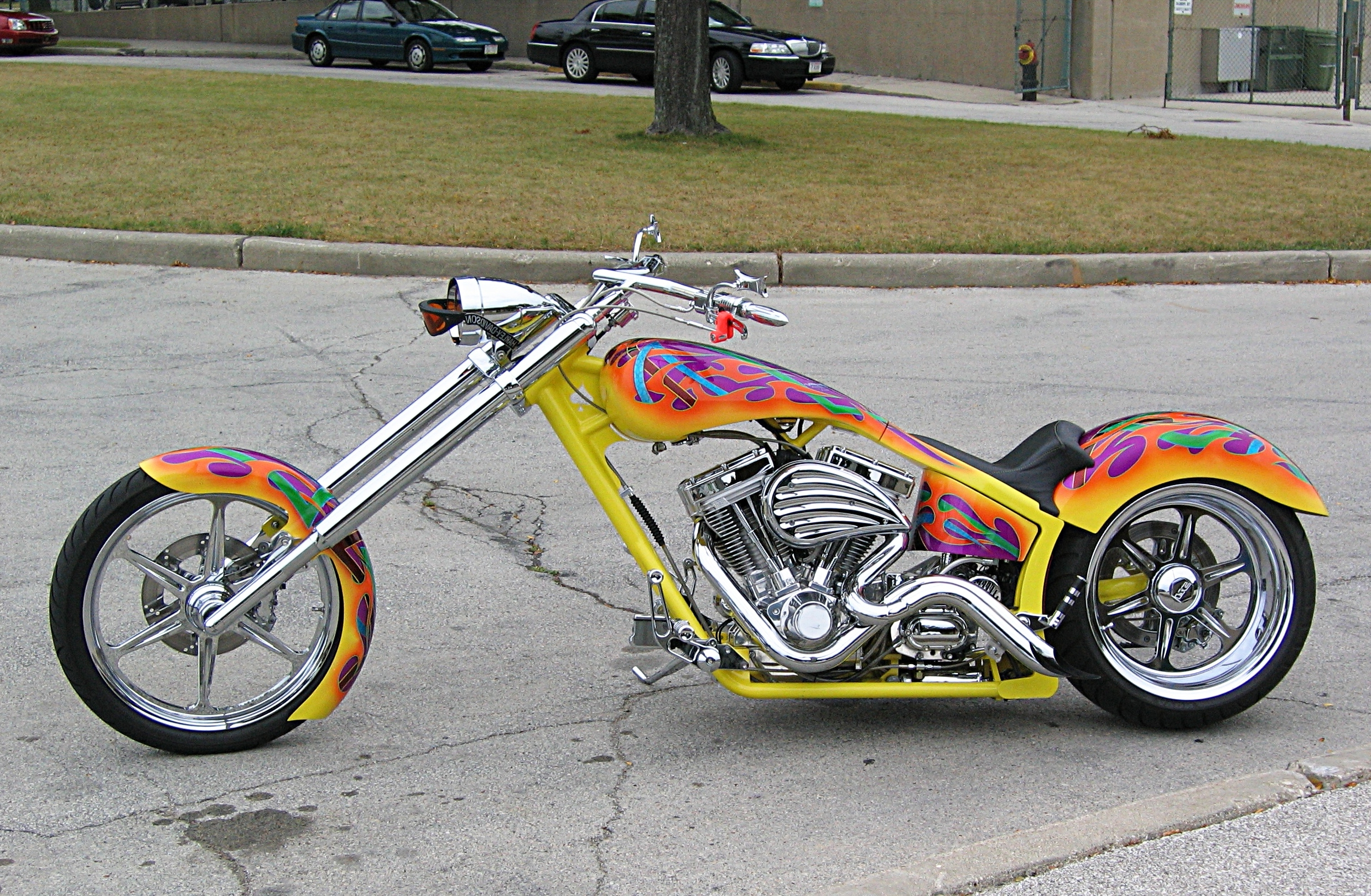
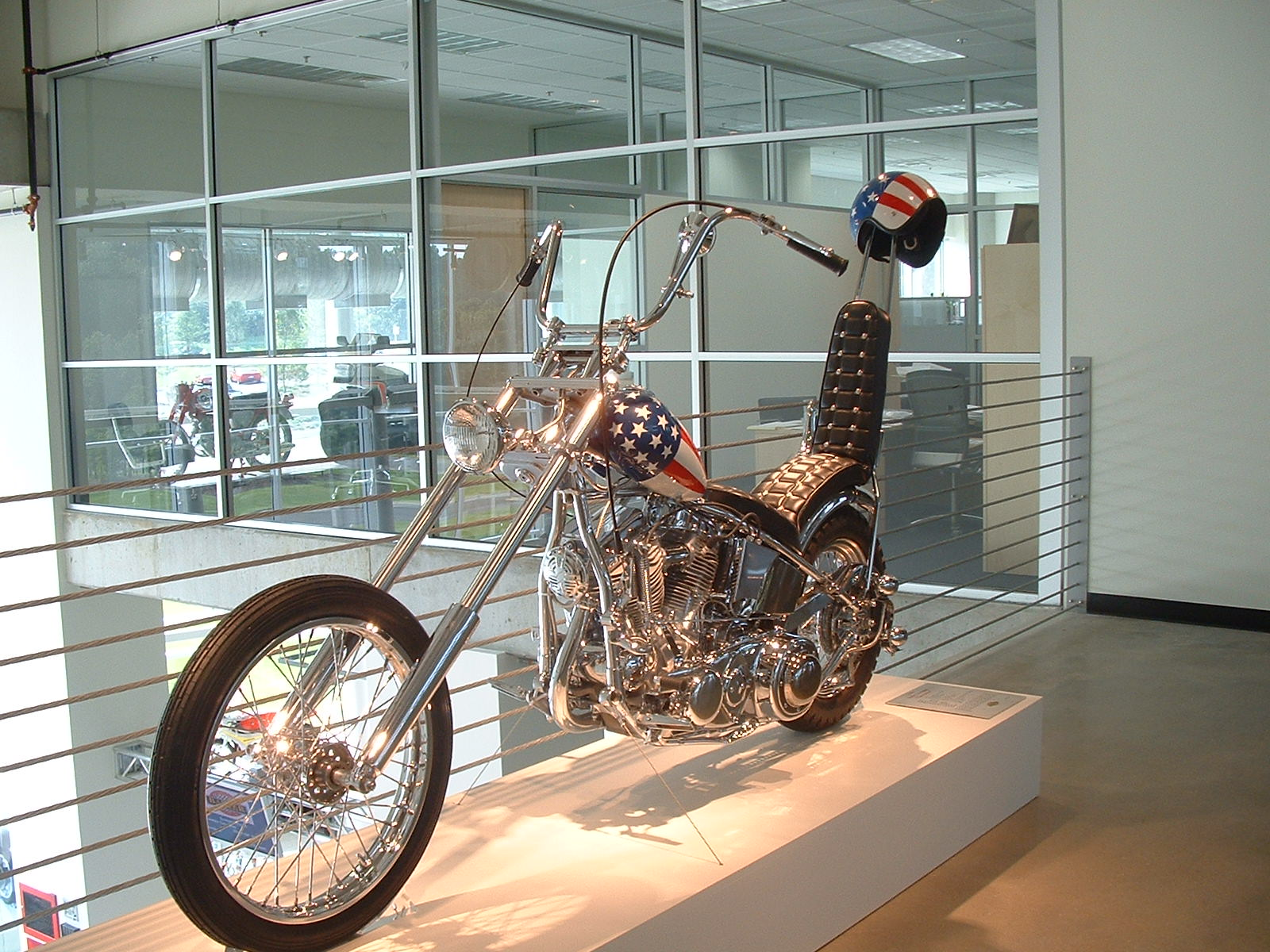
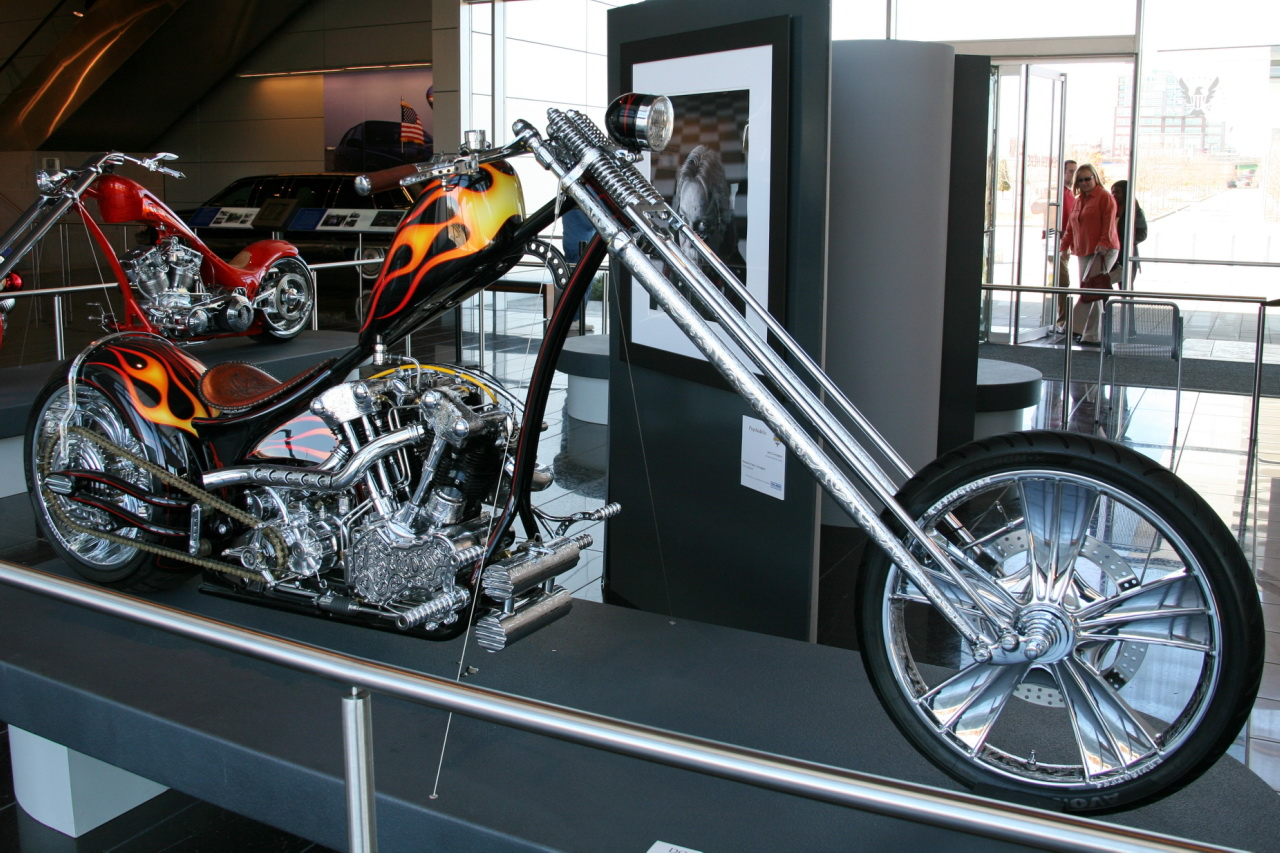
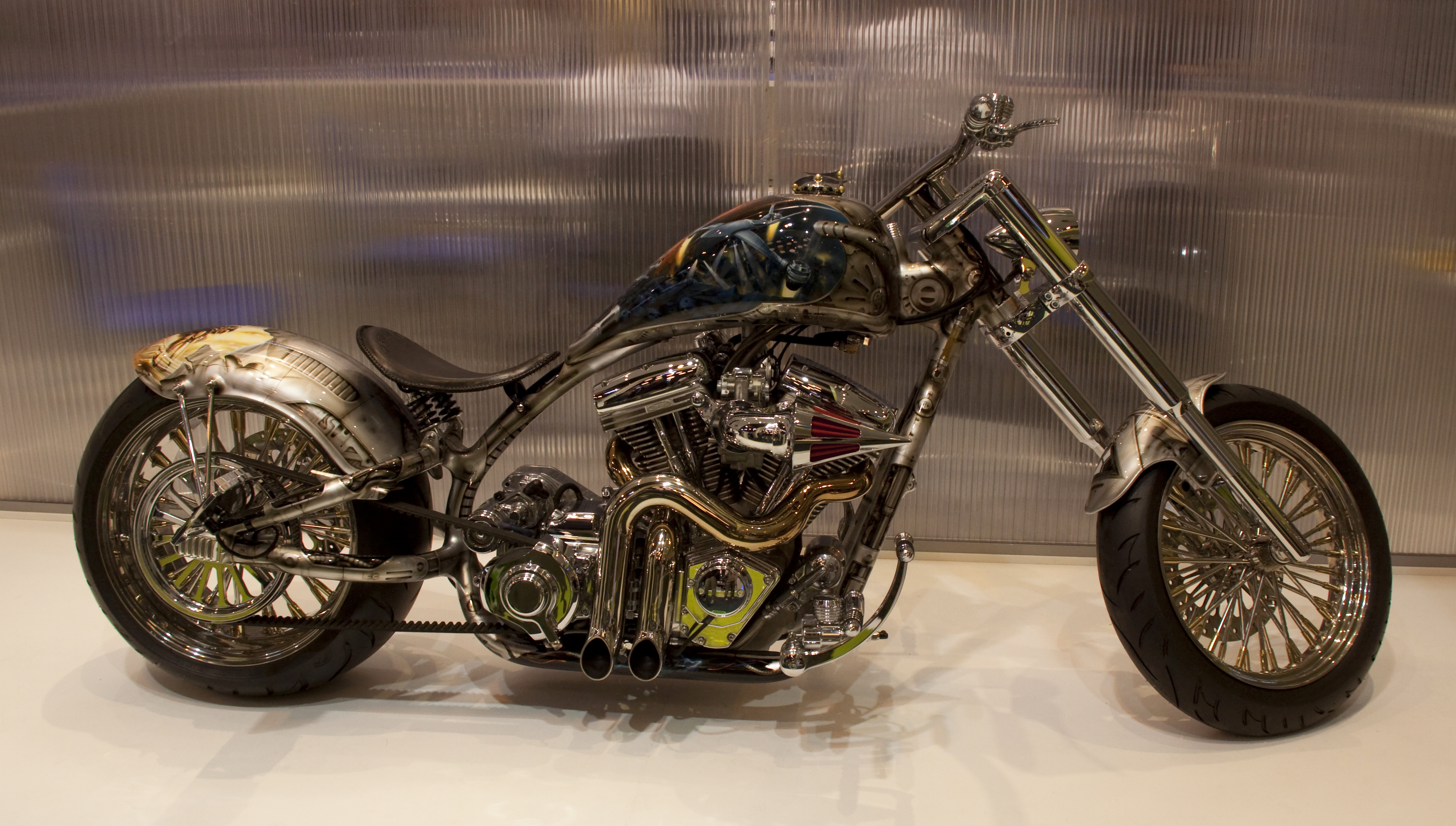
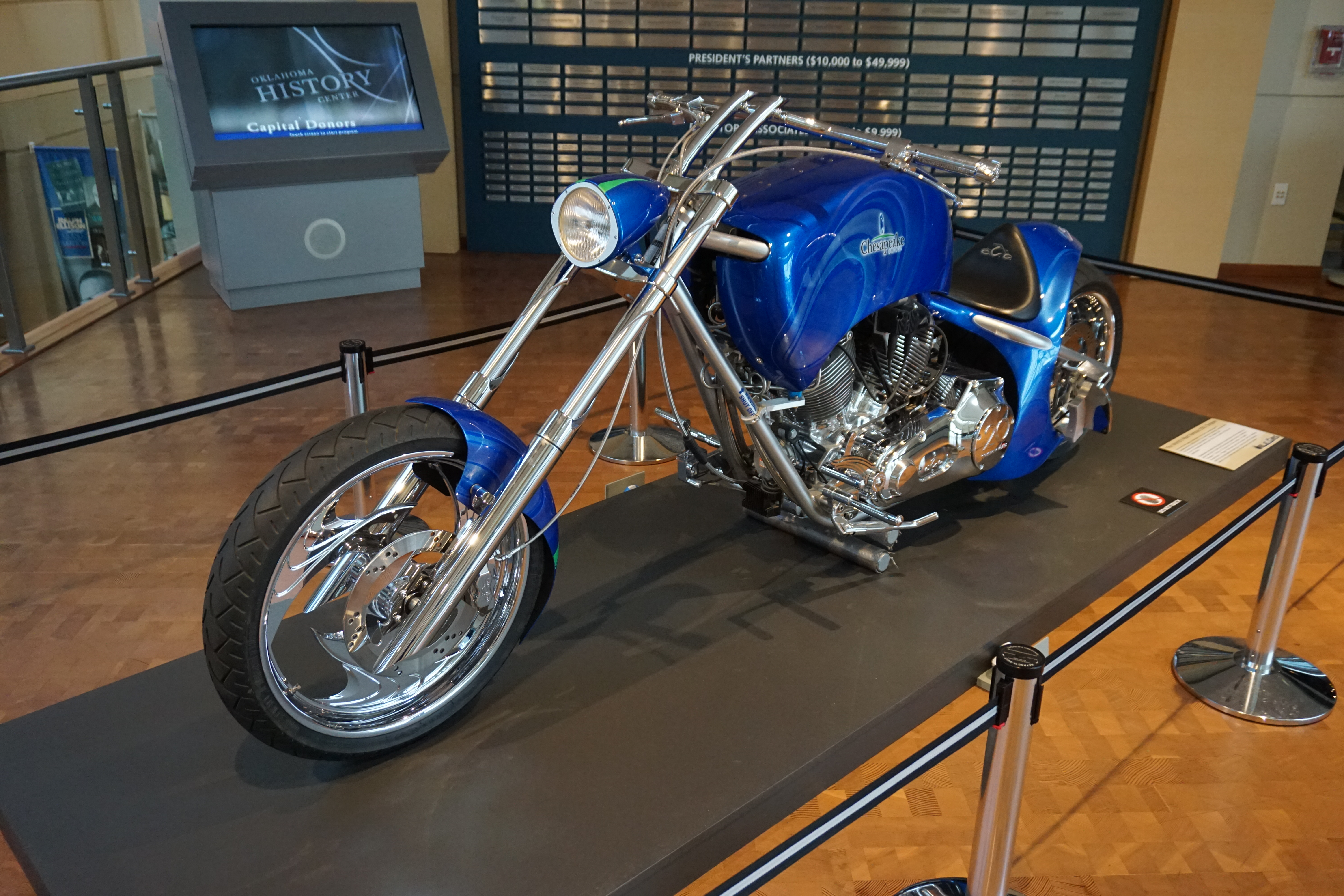
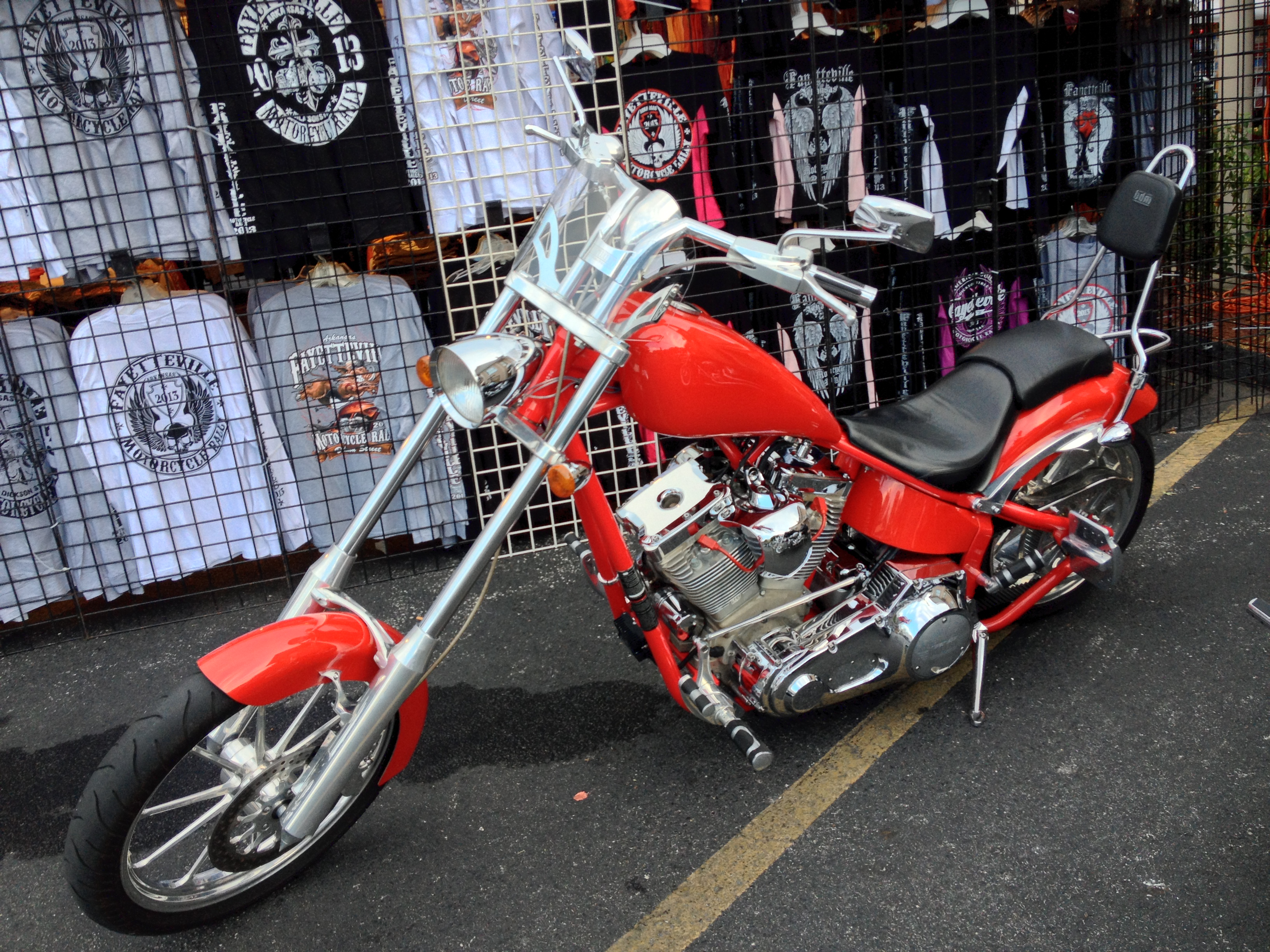